# Josef Hauser
Josef Hauser (ur. 22 lipca 1912, zm. 3 października 1947 w Landsberg am Lech) – kapo w obozie koncentracyjnym Flossenbürg i zbrodniarz wojenny.
Więzień kryminalny w obozie Flossenbürg od kwietnia 1942 do kwietnia 1945 roku. Pełnił funkcję kapo w fabryce Messerschmitta, w której pracowali więźniowie obozu. Nieustannie znęcał się nad podległymi mu więźniami.
W pierwszym procesie załogi Flossenbürga Hauser został skazany na karę śmierci przez amerykański Trybunał Wojskowy w Dachau. Powieszony w więzieniu Landsberg 3 października 1947 roku.